# Tipo (teología)
El análisis de un tipo bíblico o tipología se refiere al estudio de diversos temas, sucesos, personas u objetos del Antiguo Testamento, que son considerados como "sombra", imagen o prefigura de otra realidad del Nuevo Testamento (antitipo). Los exegetas están de acuerdo en afirmar que esta forma de exégesis, que en el cristianismo tomará el nombre de tipología, proviene del uso del término que el mismo San Pablo empleará en 1Cor 10,6 para referirse a un ejemplo o figura.

## El Tipo Bíblico
El término «tipo» se encuentra 16 veces en el Nuevo Testamento griego con diferentes significados (Jn 20,25; Hch 7,43,44; 23,25; Ro 5,14; 6,17; 1Co 10,6-11; Fil 3,17; 1Ts 1,7; 2Ts 3,9; 1Ti 4,12; Tit 2,7; He 8,5; 1P 5,3). En 1 Corintios 10,6 y 11 tiene el significado que se quiere considerar aquí: “Empero estas cosas fueron en figura de nosotros, para que no codiciemos cosas malas, como ellos codiciaron… Y estas cosas les acontecieron en figura; y son escritas para nuestra admonición, en quienes los fines de los siglos han parado.” La palabra castellana proviene del latín typus, y este del griego tupov; y el diccionario la define, en las dos primeras acepciones, como: “(1) Modelo, ejemplar; (2) símbolo representativo de algo figurado”. Se llama antitipo a la realidad del Nuevo Testamento que se corresponde con el tipo del Antiguo; aunque el término griego también se traduce “figura” en la versión castellana de la Biblia (Hebreos 9,24; 1Pedro 3,21).

## La tipología bíblica
Hay tres características para identificar un tipo que realmente se presenta como tal, de manera expresa, en las Escrituras:
1. es figura de alguna realidad espiritual futura, preparada por inspiración divina; lo que quiere decir que son proféticos, y no son meras ilustraciones.
2. representa alguna realidad espiritual futura, que se había de manifestar plenamente tras la venida de Cristo.
3. su cumplimiento es el antitipo.

Con todo, podríamos considerar como “símbolos posibles” algunos que, sin ser designados como tales en el Nuevo Testamento, parecen inferirse del texto bíblico sin forzarlo. Hablaremos un poco más al respecto en el siguiente apartado.
Una clasificación, sin pretensión de ser exhaustiva, de los tipos podría ser: personas tipo, eventos históricos tipo, oficios tipo, objetos tipo, lugares tipo, e instituciones tipo.
Tras identificar el tipo, hemos de proceder a su interpretación; para ello de la Fuente, propone un plan en cuatro puntos, que consideramos provechoso presentar:
1. Leer todo lo que la Escritura dice sobre el cumplimiento del tipo.
2. Hacer una lista de los detalles que el texto da sobre el tipo, señalando semejanzas y diferencias, sin forzar nunca un paralelo, ni caer en la alegorización.
3. Considerar el valor del tipo para los que lo vivieron.
4. Identificar el mensaje principal que nos transmite el tipo.

Como ejemplo, proponemos considerar Números 21:4-9, a la luz de Juan 3:14-15, que nos habla del levantamiento de la serpiente de bronce por Moisés; y que es también un ejemplo de como Jesús usó la tipología.

## Límites de la interpretación tipológica
En Hebreos 11,17-19 se dice que Abraham fue sometido a prueba, ofreciendo a Isaac por la fe, creyendo que Dios podía
levantarlo de los muertos. Santiago 2,21-22 dice que él fue justificado por las obras, evidenciando su fe perfecta ofreciendo a su hijo. Ninguna referencia del Nuevo Testamento referida a la historia de Moria contiene ninguna alusión a una representación típica de Dios ofreciendo a su Hijo sobre la cruz. Con todo, el paralelo parece legítimo, a condición de que no olvidemos las diferencias: el relato de Génesis 22 tiene como objeto principal mostrar la fe de Abraham; un cordero fue dado como substituto de Isaac, pero no hay ningún substituto para Jesús, al contrario, él es el substituto por los pecadores.
El uso de la tipología en pasajes como el considerado es posible si los parecidos son evidentes; pero no se ha de olvidar que son el resultado de las “extrapolaciones”, o sea, prolongaciones hipotéticas de las líneas indicadas. Ninguna doctrina se deduce jamás de una interpretación tipológica, y las aplicaciones no serán legítimas a menos que sean confirmadas por pasajes claros sobre el tema en otros lugares de las Escrituras.

El deseo descontrolado de hallar «tipos» del Nuevo Testamento en el Antiguo puede llevar en algunos casos a la lectura «acomodaticia» de los textos. Para que se dé el sentido «típico» es necesario que haya continuidad entre los dos textos y no simple traslación.
Luis H. Rivas

## La tipología patrística católica
Los diversos usos de la tipología a lo largo de la época patrística pueden sintetizarse en el díptico latino: 
Littera gesta docet;
quid credas Allegoria.
Moralis quid agas;
quo tendas, Anagogia
Cuya traducción podría ser: Lo literal enseña los hechos, lo alegórico lo que hay que creer. Lo moral lo que hay que hacer y lo anagógico a dónde ir.
Desde este adagio latino se pueden entender los 4 sentidos de interpretación bíblica en sentido católico, alegórico, literal, moral y anagógico.